# Bolums landskommun
Bolums landskommun var en tidigare kommun i dåvarande Skaraborgs län.

## Administrativ historik
Kommunen inrättades i Bolums socken i Valle härad i Västergötland när 1862 års kommunalförordningar trädde i kraft.
Vid kommunreformen 1952 uppgick landskommunen i Gudhems landskommun som 1974 uppgick i Falköpings kommun.